# Prekornica (Cetinje)
Pour les articles homonymes, voir Prekornica.
Prekornica (en serbe cyrillique : Прекорница) est un village du sud du Monténégro, dans la municipalité de Cetinje.

## Démographie

### Évolution historique de la population[1]
| 1948 | 1953 | 1961 | 1971 | 1981 | 1991 | 2003 |
| ---- | ---- | ---- | ---- | ---- | ---- | ---- |
| 258  | 285  | 236  | 99   | 26   | 16   | 5    |